# Vízi mokaszinkígyó
A vízi mokaszinkígyó vagy halászvipera (Agkistrodon piscivorus) a hüllők (Reptilia) osztályának pikkelyes hüllők (Squamata) rendjéhez, ezen belül a viperafélék (Viperidae) családjához és a gödörkésarcú viperák (Crotalinae) alcsaládjához tartozó faj.

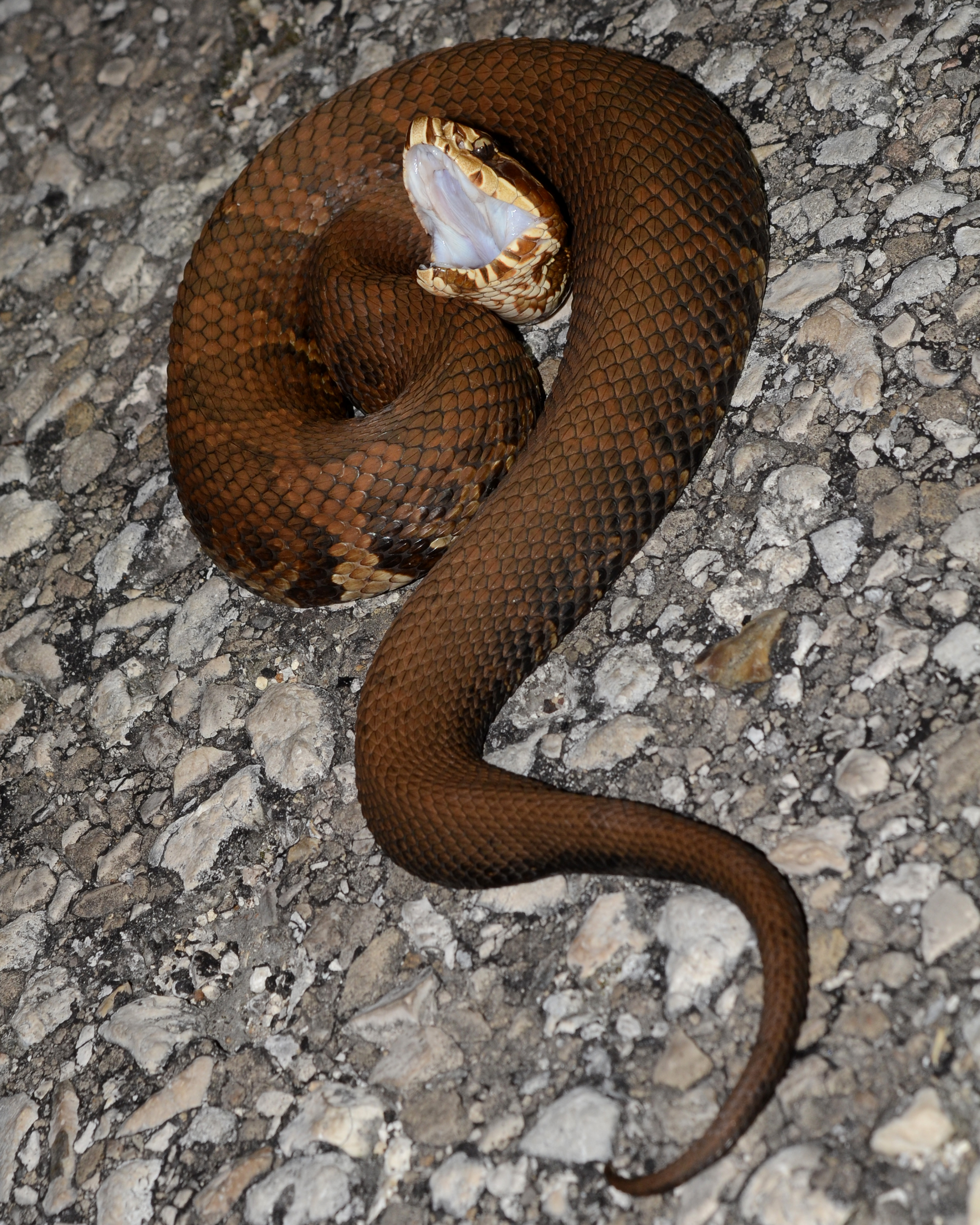

Az amerikaiak a „cottonmouth” (gyapotszájú) néven ismerik: amikor a száját vészjóslóan tágra nyitja, hogy elijessze a betolakodókat, jól láthatóvá válik szájüregének makulátlan fehér színe, ami éles kontrasztban áll sötét fejével.

## Elterjedése
|  |  |

Az Észak-Amerikai Alabama  állam középkeleti részétől keleti irányban Georgia közepéig, északra pedig Virginia délkeleti részéig fordul el.
Valamennyi nedves helyen, tavakban, mocsarakban, csatornákban, rizsföldeken megtalálható.

## Alfajai
- Agkistrodon piscivorus conanti – Georgia állam déli részén és egész Florida államban megtalálható.
- Agkistrodon piscivorus leucostoma – Alabama állam déli részén a Mexikói-öböl partjainál, elterjedt Texas állam délkeleti és középső részétől északig Oklahoma, Missouri, Illinois és Indiana államban.
- Agkistrodon piscivorus piscivorus – Virginia délkeleti részén, valamint Észak- és Dél-Karolina államban található meg.

## Megjelenése
Erős testalkatú. Alapszíne olajzöld vagy különböző barna árnyalatú, melyeken sötétebb barna, vagy fekete szabálytalan körvonalú  keresztsávok láthatóak, közöttük sokszor világosabb mintázattal. A mintázat lehet elmosódott, vagy egyszínű sötét. hossza 150–200 cm

## Életmódja
Főként éjszakai életmódot folytat. Nagyon szereti a vizet, általában vízközelben tartózkodik. Teleléskor más kígyókkal is megosztja rejtekhelyét.

## Tápláléka
Emlősök, madarak, kétéltűek, halak, más kígyók, apróbb teknősök és fiatal aligátorok.

## Szaporodása
Elevenszülő, ivadékai száma legfeljebb 16. A kiskígyók vörösesbarnák és igen élénken mintázottak. Rikító sárga farokvégük van, mellyel a zsákmányt csalogatják közel magukhoz.

## Mérge
Mérge rendkívül hatásos, marása komoly szövetkárosodást okoz, nem ritkán halálos kimenetelű. A közhiedelemmel ellentétben a víz alatt is képes marni. Rendkívül agresszív fajtája a mérgeskígyóknak, ezért tanácsos minél távolabb tartózkodni tőle.

## Külső hivatkozások
- Cottonmouth Fact Sheet at Smithsonian National Zoological Park. Accessed 7 December 2007.
- Cottonmouth Facts and Pictures.
- Cottonmouth snake – bites, identification, diet and habitat Archiválva 2011. december 28-i dátummal a Wayback Machine-ben.
- Water Moccasin Snake * information on identifcation, range and natural history.
- Video of Agkistrodon piscivorus. YouTube. Accessed 3 July 2008.